# Argyrodiaptomus aculeatus
Argyrodiaptomus aculeatus is een eenoogkreeftjessoort uit de familie van de Diaptomidae. De wetenschappelijke naam van de soort is voor het eerst geldig gepubliceerd in 1911 door Douwe.